# コッカープー

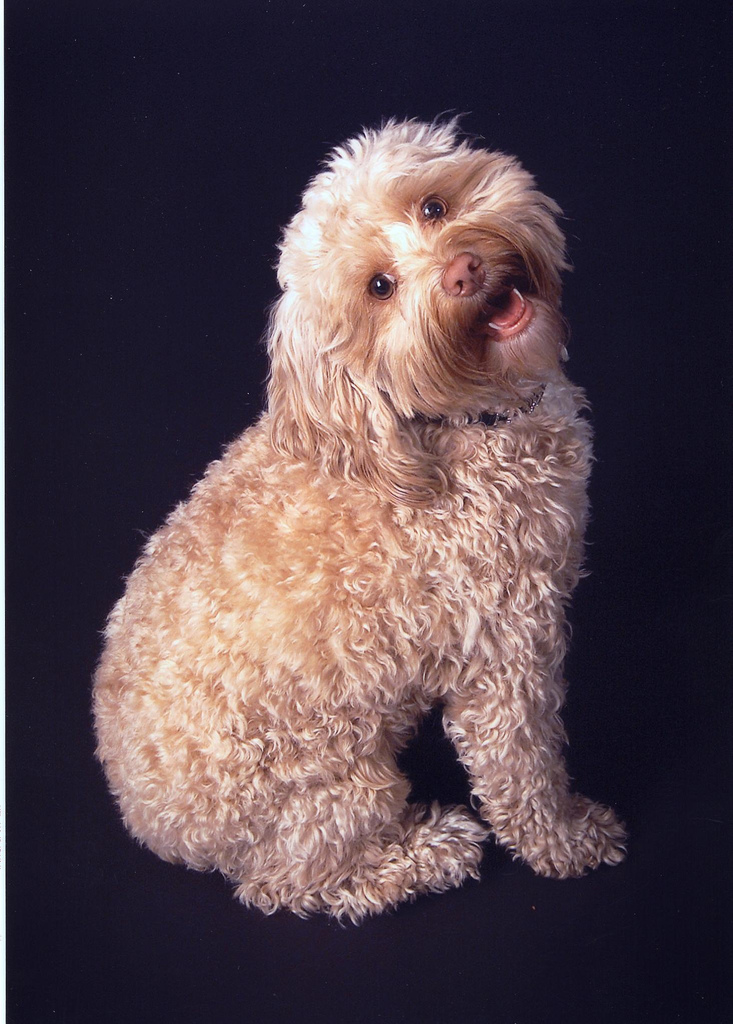
コッカープー

コッカープー（英：Cockapoo または Cokerpoo）とは、アメリカ合衆国等で愛玩用に作出されているアメリカン・コッカー・スパニエルとプードルを掛けあわせた犬種である。
1960年代から交配が始まり、最初は単なる交雑から生まれた雑種であったが、北米において次第に人気が高まり、コッカープー同士の交配も行われるようになったほか、コッカプー・クラブ・オブ・アメリカ等の犬種クラブも設立された。
プードルの毛が抜けにくく低アレルゲンな性質と、アメリカン・コッカー・スパニエルの愛情深く辛抱強い性格を組み合わせた理想的な愛玩犬として宣伝されている。外見の標準は確立されていないが、顔はプードルとコッカー・スパニエルの中間で垂れ耳である。被毛はプードルに似て密集する巻き毛のロングコートであり、毛色はさまざまである。体高は25～38cmの小型犬で、性格は好奇心旺盛である。コッカー・スパニエルにくらべて皮膚病が少ない。なお、コッカプー・クラブ・オブ・アメリカは犬種の維持にあたって、容姿の統一ではなく、性格の安定を目指すとしている。